# 아게실라오스
아게실라오스(고대 그리스어: ἈγησίλαοςΒ, 라틴어: Agesilaos)은 기원전 3세기 스파르타의 정치인이다. 아기스 4세의 외삼촌이자, 히포메돈의 아버지이다.

## 생애
아게실라오스는 기원전 245년에 왕위에 오른 아기스 4세의 어머니 아게시스토라타의 동생으로 그의 외삼촌이다. 아게실라오스는 유창한 언변을 가지고 있었지만, 나약한 성격에, 탐욕스런 인물이었다. 당시 아기스는 리쿠르고스 시대의 스파르타 국정을 복고하자는 개혁을 주창하며, ‘부채탕감’과 ‘토지 재분배’를 주창했다. 그리고 아게실라오스는 자신의 거액의 빚을 탕감받기 위해 그를 지지했다. 아게실라오스는 여동생 아게시스토라타에게 개혁에 협력하도록 설득했다. 또한 기원전 243년에 아기스와 함께 민중을 설득하는 등 그가 가진 언변의 재능을 발휘했다. 아기스와 공동 통치를 하고 있던 다른 왕 레오니다스 2세는 부유한 자들의 편이었고, 아기스의 개혁을 사사건건 방해했다. 이듬해 기원전 242년에 아기스 일파가 그를 탄핵하여 폐위시켰다. 이때 아게실라오스는 테게아로 망명하려고 한 레오니다스를 죽이려고 추격대를 보냈다. 그러나 아기스가 자신의 심복으로 하여금 레오니다스가 망명할 수 있도록 호송시켰기 때문에 실패로 끝났다. 그는 넓은 땅을 가지고 있었지만 빚을 갚을 재력도, 마음도 없었다. 아게실라오스는 아기스가 채무변제를 먼저 하도록 유도한다. 그러나 정작 토지 재분배를 할 차례가 되면서 아게실라오스는 다양한 방해 행위로 연기시켰다. 그 시기에 아카이아는 원군을 보내 달라는 요청을 했고, 아기스가 직접 원정을 떠났다. 에포로스로서 부재 중 왕의 행정을 대리하게 된 아게실라오스는 필요도 없는 윤달을 삽입하여 세금을 갈취하는 등 모진 돈벌이를 시작했다. 또한 그런 부정한 행위로 생겨난 적들로부터 몸을 지키기 위해 호위대를 조직했다. 기원전 241년, 그의 부정을 참다못한 그의 경쟁자들은 레오니다스를 불러들여 복위시킨다. 복위한 레오니다스는 정적 제거를 시작했으며, 아게실라오스는 끌려갔지만, 명성이 높았던 아들 히포메돈의 중재로 목숨을 구하게 된다. 이후 아게실라오스의 행적에 대해서는 알려진 바가 없다.